# Interruptor
Un interruptor elèctric és un dispositiu que permet desviar o interrompre el curs d'un corrent elèctric. En el món modern els seus tipus i aplicacions són innombrables, des d'un simple interruptor que apaga o encén una bombeta, fins a un complicat selector de transferència automàtic de múltiples capes, controlat per ordinador.
En la seva expressió més senzilla, un interruptor consisteix en dos contactes de metall inoxidable i l'activador. Els contactes, normalment separats, s'uneixen mitjançant un activador per a permetre que el corrent circuli. L'activador és la part mòbil que en una de les seves posicions fa pressió sobre els contactes per a mantenir-los units.

## Materials

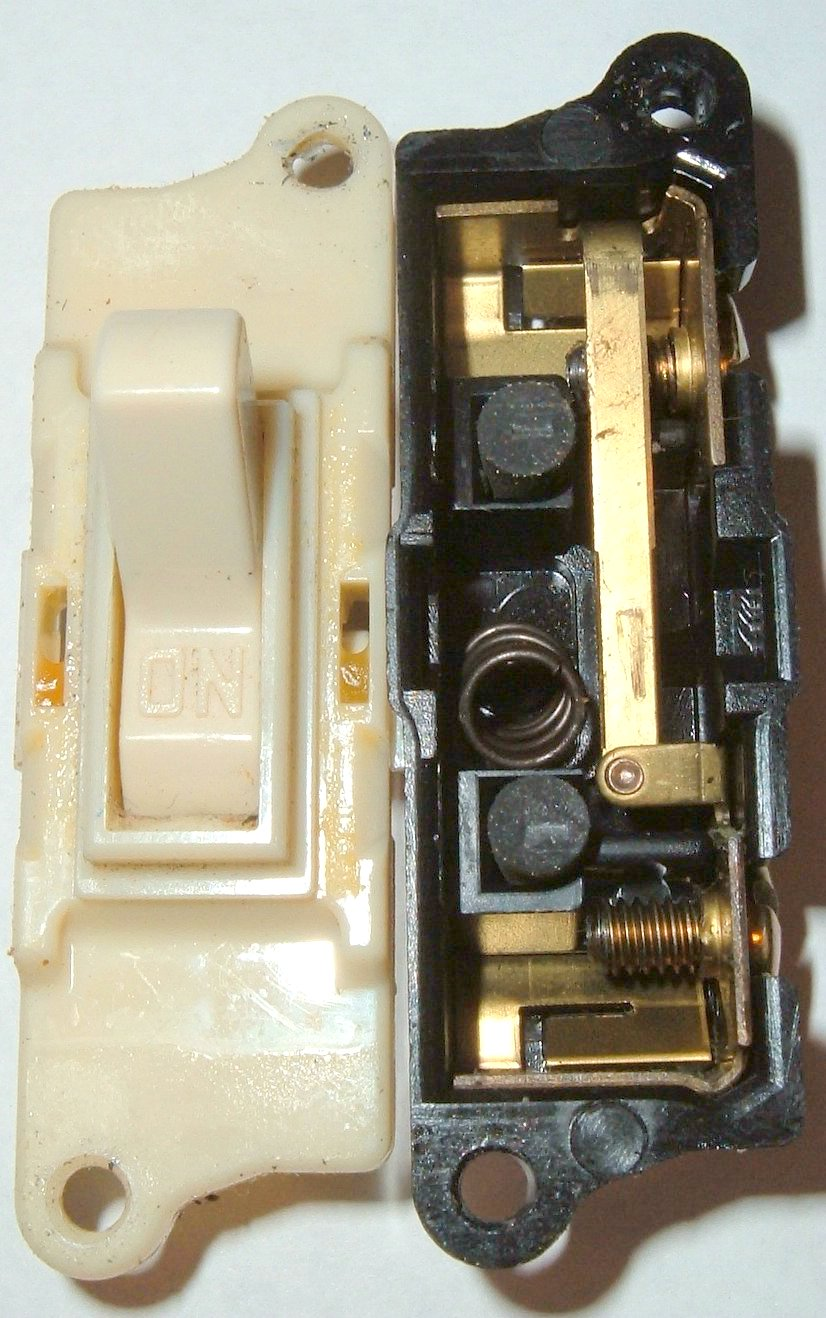
Interruptor senzill, SPST.

1. De la qualitat dels materials emprats per als contactes dependrà la vida útil de l'interruptor. Per a la majoria dels interruptors domèstics s'empra un aliatge de llautó (60% coure, 40% zinc). És molt resistent a la corrosió i és un conductor elèctric apropiat. L'alumini també és bon conductor i és molt resistent a la corrosió.
2. Quan calgui una pèrdua mínima s'utilitza coure pur per la seva excel·lent conductivitat elèctrica. Sota condicions de condensació, el coure pot formar òxid de coure en la superfície, interrompent el contacte.
3. Per a interruptors que requereixin la màxima fiabilitat, s'utilitzen contactes de coure però s'aplica un bany amb un metall més resistent a l'òxid com l'estany, aliatges d'estany/plom, níquel, or o plata. La plata és més ben conductor que el coure i a més, l'òxid de plata també condueix electricitat.

## Classificació dels interruptors

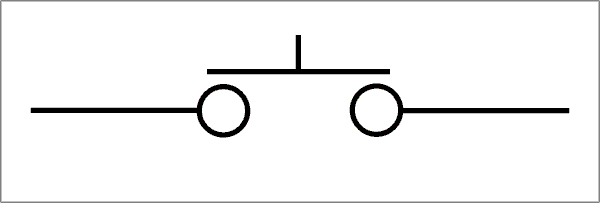
Polsador SPST.

### Activadors
El selector de tres passos pot estar configurat per tal que estiguin normalment oberts, i que en accionar-los es tanqui el circuit (el cas del timbre); o normalment tancats, i que en accionar-los s'obri el circuit.

### Polsadors
També anomenats interruptors momentanis. Aquest tipus requereix que l'operador mantingui la pressió sobre l'actuant perquè els contactes estiguin units. Un exemple del seu ús el podem trobar en els timbres de les cases o pisos.

### Quantitat de pols

Interruptor de doble pol.

Són la quantitat de circuits individuals que controla l'interruptor. Un exemple d'interruptor d'un sol pol és el que usem per a encendre un llum. N'hi ha de 2 o més pols. Per exemple, si volem encendre un motor de 220 volts i alhora un indicador lluminós de 12 volts necessitarem un interruptor de 2 pols, un pol per al circuit de 220 volts i un altre per al de 12 volts.

### Quantitat de vies
És la quantitat de posicions que té un interruptor. Novament, l'exemple de l'interruptor d'una sola via és l'utilitzat per a encendre un llum: en una posició encén el llum mentre que en l'altra s'apaga.

Interruptor de doble via.

N'hi ha de 2 o més vies. Un exemple d'un interruptor de 3 vies és el que usaríem per a controlar un semàfor on s'encén una bombeta de cada color per a cada posició o via.

### Combinacions
Es poden combinar les tres classes anteriors per a crear diferents tipus d'interruptors. El gràfic següent mostra un exemple d'un interruptor DPDT.

## Corrent i tensió elèctrica
Els interruptors estan dissenyats per a suportar un corrent màxim, que es mesura en amperes. També es dissenyen per a suportar una determinada tensió màxima, que es mesura en volts.
S'ha de seleccionar l'interruptor apropiat per a cada ús. Si no, s'està escurçant la seva vida útil o, en casos extrems, es corre el risc de destruir-lo.

Esquema d'un interruptor per a alt voltatge. Alguns poden treballar en línies de 800 kV.

## Tipus d'interruptors elèctrics
- L'interruptor magnetotèrmic o interruptor automàtic: incorpora dos tipus de protecció, actuant en cas de curtcircuit o de sobrecàrrega de corrent. S'utilitza comunament en els quadres elèctrics d'habitatges, comerços o indústries per a controlar i protegir cada circuit individualment. El seu ús es complementa amb el d'interruptors diferencials.
- Interruptor diferencial: és un tipus de protecció elèctrica destinada a protegir a les persones de les derivacions o fugides de corrent causades per faltes d'aïllament. Es caracteritzen per posseir una alta sensibilitat (detecten diferències de corrent ordre dels dt.) i una ràpida operació.
- Reed switch: és un interruptor encapsulat en un tub de vidre al buit que s'activa en trobar un camp magnètic.
- Interruptor centrífug: s'activa o desactiva a determinada força centrífuga. S'usa com a protecció en els motors.
- Interruptor de transferència: trasllada la càrrega d'un circuit a un altre en cas de fallada d'energia. Utilitzat tant en subestacions elèctriques com en indústries.
- Interruptor DIP (de l'anglès ’’’dual in-line package’’): és un tipus usat en electrònica. Es refereix a una línia doble de contactes. Consisteix en una sèrie de múltiples micro interruptors units entre si.
- Hall-effect switch: també usat en electrònica, és un comptador que permet llegir la quantitat de voltes per minut que està donant un imant permanent i lliurar polsos.
- Interruptor inercial (o d'acceleració): mesura l'acceleració o desacceleració de l'eix de coordenades sobre el qual estigui muntat. Per exemple, els instal·lats per a disparar les bosses d'aire dels automòbils. En aquest cas, s'han d'instal·lar laterals i frontals per a activar les bosses d'aire laterals o frontals segons on l'automòbil rebi l'impacte.
- Interruptor de membrana (o bombolla): generalment col·locats directament sobre un circuit imprès. S'usen en alguns controls remots, els panells de control de microones, etc.
- Interruptor de flotador: usat per a detectar el nivell d'un fluid en un tanc.
- Interruptor final de carrera: dispositius mecànics situats al final del recorregut o d'un element mòbil.
- Sensor de flux: és un tipus d'interruptor format per un imant i un reed switch.
- Interruptor de mercuri. Usat per a detectar la inclinació. Consisteix en una gota de mercuri dins d'un tub de vidre tancat hermèticament. En la posició correcta, el mercuri tanca dos contactes de metall.

## Estàndards
Els interruptors per a instal·lacions domèstiques han de complir l'estàndard IEC/EN 60669.

## Exemples d'aplicació d'interruptors en el control de circuits d'enllumenat
- Aquest és un exemple de connexió d'una bombeta controlada per dos interruptors-commutadors.Aquests interruptors han de ser del tipus SPDT, 1 pol 2 vies.

| Apagat | Encès |
| ------ | ----- |
|        |       |
|        |       |
- Si volguéssim controlar aquesta mateixa bombeta amb 3 interruptors hem d'agregar un DPDT (o més precisament DPCO) tal com s'observa en la següent taula.

| Apagat | Encès |
| ------ | ----- |
|        |       |
|        |       |
|        |       |
|        |       |
Per a controlar la bombeta amb més interruptors, hem d'agregar més interruptors DPDT (4-way) entre els SPDT (3-way) dels extrems.

## Actuador
La part mòbil que aplica la força operativa als contactes s'anomena actuador, i pot ser una palanca, un polsador o qualsevol mena d'enllaç mecànic (vegeu la foto).

### Interruptors polaritzats
Un interruptor normalment manté la seva posició establerta una vegada operada. Un interruptor polaritzat conté un mecanisme que l'empeny a una altra posició quan el deixa anar un operador. L'interruptor polsador momentani és un tipus d'interruptor polaritzat. El tipus més comú és un interruptor "pressionar per activar" (o normalment obert o NO), que fa contacte quan es pressiona el botó i es trenca quan es deixa anar el botó. Cada tecla d'un teclat d'ordinador, per exemple, és un interruptor de "pressionar per activar" normalment obert. Un interruptor de "pressionar per desactivar" (o normalment tancat o NC), per altra banda, interromp el contacte quan es pressiona el botó i fa contacte quan es deixa anar. Un exemple d'un interruptor de pressionar per desactivar és un botó que es fa servir per obrir una porta que es manté tancada per un electroimant. La llum interior d'un refrigerador domèstic és controlada per un interruptor que es manté obert quan la porta està tancada.

### Interruptor giratori

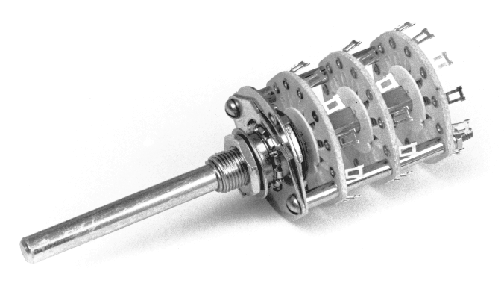
Un interruptor giratori apilat de tres nivells. Es pot apilar qualsevol quantitat d'elements de commutació així utilitzant un eix més llarg i separadors d'espai addicionals entre cada element de commutació.

Un interruptor giratori funciona amb un moviment giratori de la maneta d'operació amb almenys dues posicions. Una o més posicions de l'interruptor poden ser momentànies (desviades amb un ressort), cosa que requereix que l'operador mantingui l'interruptor a la posició. Altres posicions poden tenir una retenció per mantenir la posició quan s'allibera. Un interruptor giratori pot tenir múltiples nivells o "cobertes" per permetre-li controlar múltiples circuits.
Una forma d'interruptor giratori consta d'una claveguera o "rotor" que té un braç de contacte o "ràdio" que sobresurt de la seva superfície com una lleva. Té una sèrie de terminals, disposats en un cercle al voltant del rotor, cadascun dels quals serveix com a contacte per al "ràdio" a través del qual es pot connectar al rotor qualsevol de diversos circuits elèctrics diferents. L'interruptor es troba en capes per permetre l'ús de múltiples pols, cada capa és equivalent a un pol. En general, aquest interruptor té un mecanisme de retenció, de manera que fa clic d'una posició activa a una altra en lloc d'aturar-se en una posició intermèdia. Per tant, un interruptor giratori proporciona més capacitats de pol i tir que els interruptors més simples.
Altres tipus utilitzen un mecanisme de lleva per operar diversos conjunts de contactes independents.
Els interruptors giratoris es van utilitzar com a selectors de canal en receptors de televisió fins a principis de la dècada de 1970, com a selectors de rang en equips de mesurament elèctric, com a selectors de banda en ràdios multibanda i altres fins similars. A la indústria, els interruptors giratoris s'utilitzen per al control d'instruments de mesurament, dispositius de commutació o en circuits de control. Per exemple, una grua pont amb control de ràdio pot tenir un gran interruptor giratori multicircuit per transferir senyals de control cablejats des dels controls manuals locals a la cabina a les sortides del receptor de control remot.

### Interruptor de palanca

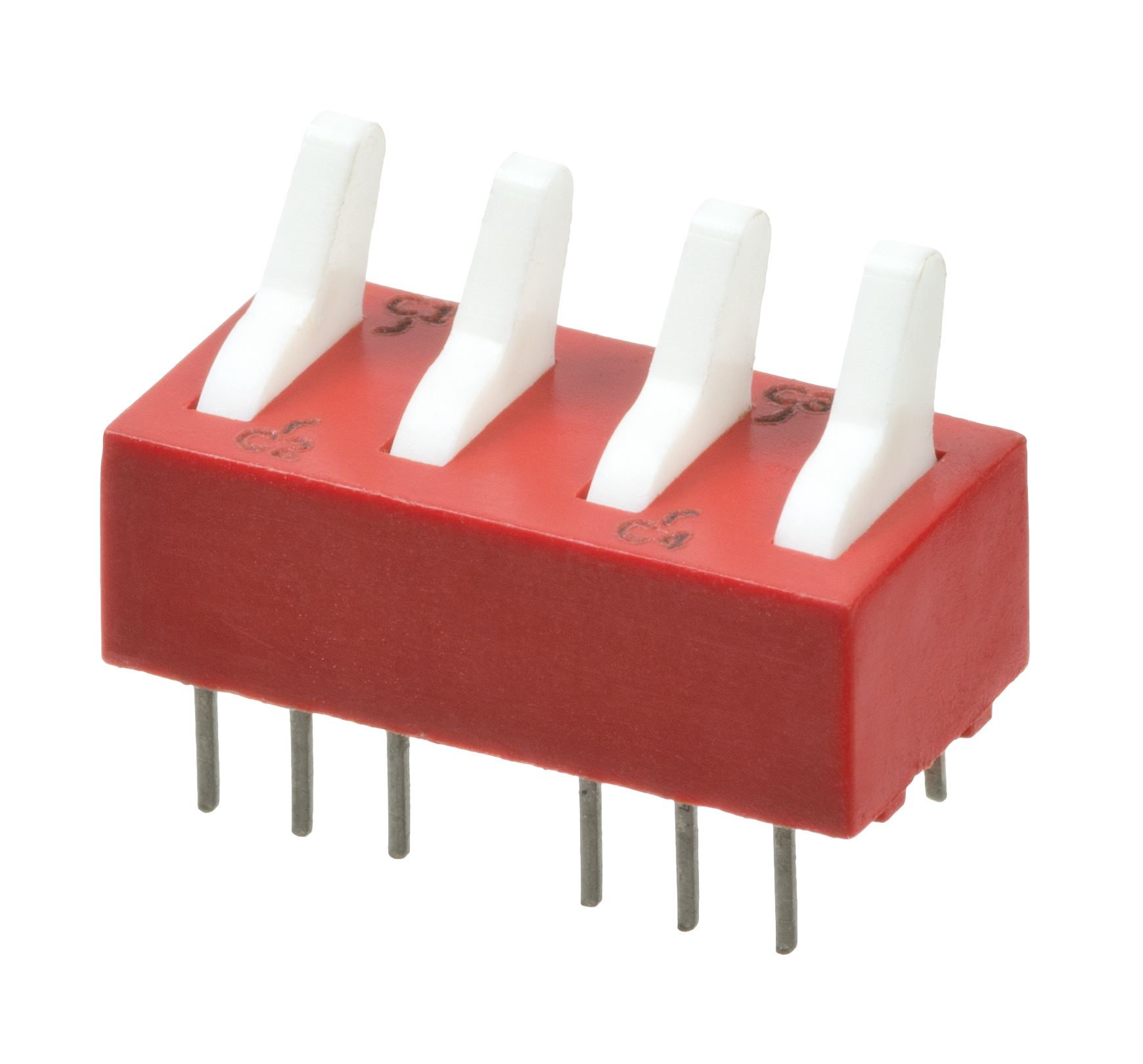
Un interruptor de palanca amb quatre entrades i sortides

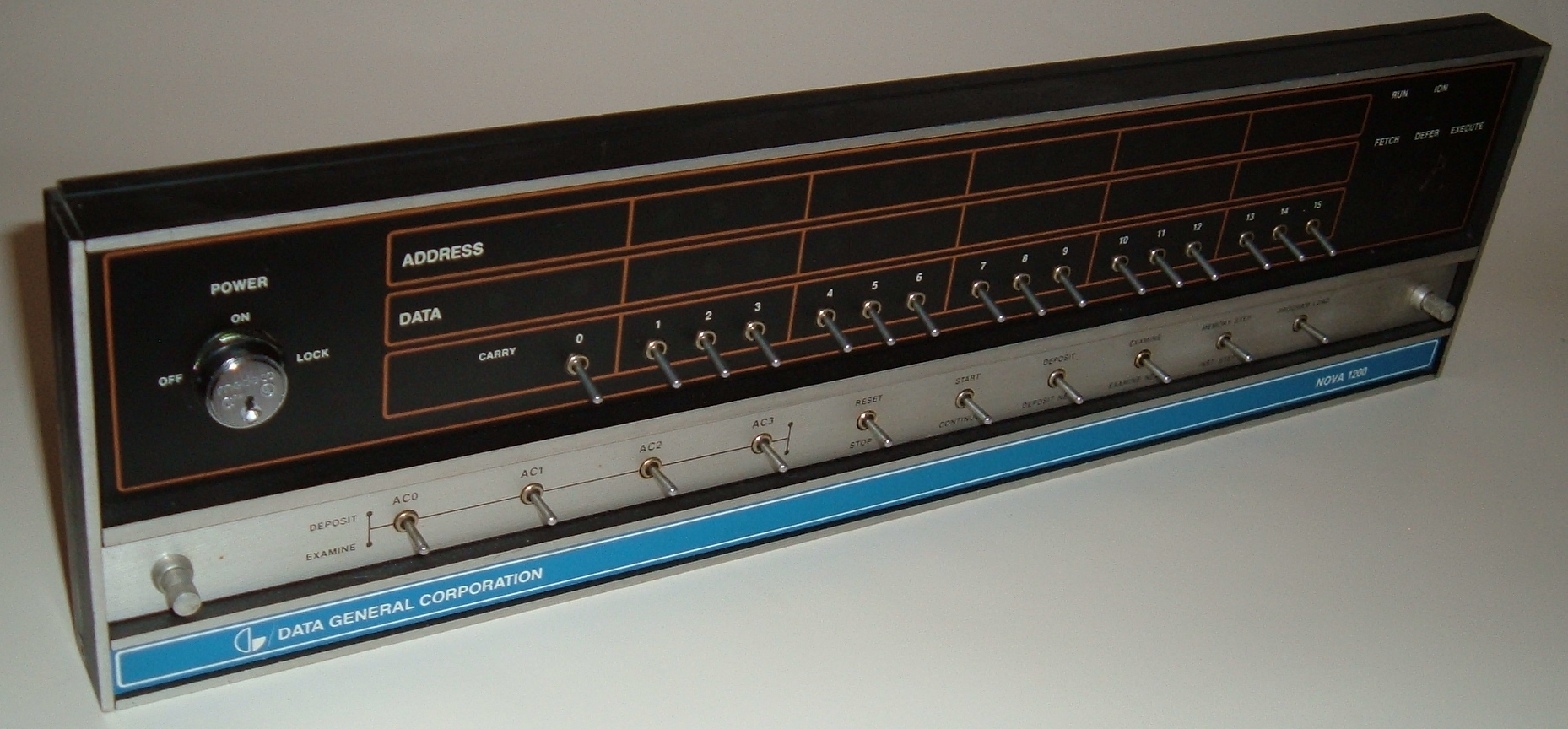
Banc d'interruptors de palanca en un panell frontal del miniordinador de Data General Nova

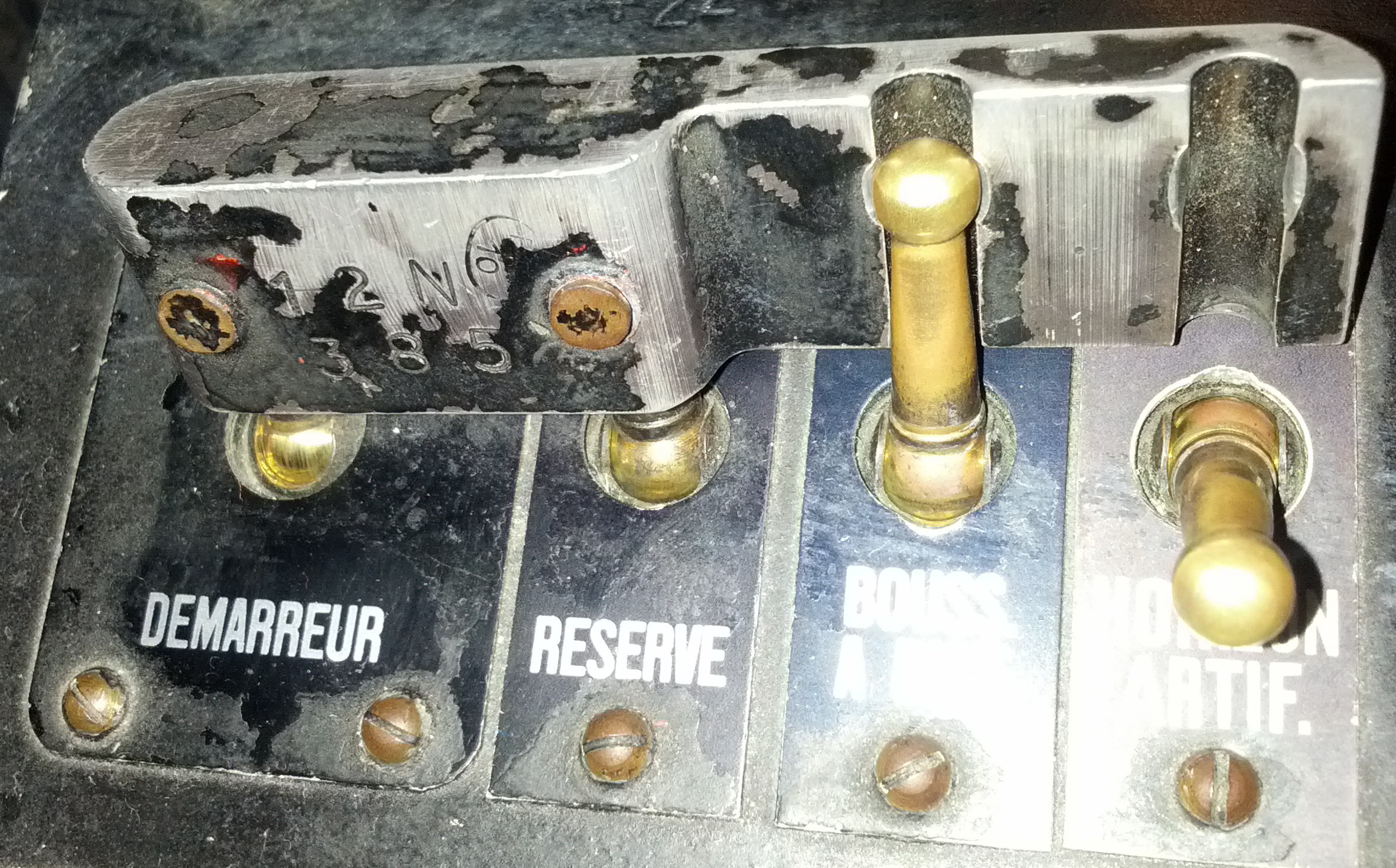
Interruptors de palanca amb la coberta compartida que evita certes combinacions prohibides

Un interruptor de palanca o interruptor de got és una classe d'interruptors elèctrics que s'activen manualment mitjançant una palanca mecànica, una maneta o un mecanisme basculant.
Els interruptors de palanca estan disponibles en molts estils i mides diferents, i es fan servir en nombroses aplicacions. Molts estan dissenyats per proporcionar l'activació simultània de múltiples conjunts de contacte elèctric, o el control de grans quantitats de corrent o xarxa elèctrica.
El dispositiu fa una referència a un tipus de mecanisme o articulació que consta de dos braços, que estan gairebé alineats entre si, connectats amb un pivot en forma de colze. Tot i això, la frase "interruptor de palanca" s'aplica a un interruptor amb un mànec curt i una acció instantània positiva, ja sigui que realment contingui un mecanisme de palanca o no. De manera similar, un interruptor on s'escolta un clic definitiu s'anomena "interruptor d'encesa-apagada positiva". Un ús molt comú d'aquest interruptor és encendre o apagar llums o altres equips elèctrics. Es poden enclavar mecànicament diversos interruptors de palanca per evitar combinacions prohibides.
En alguns contextos, particularment informàtica, un interruptor de palanca, o l'acció d'alternar, s'entén en el sentit diferent d'un interruptor mecànic o de programari que alterna entre dos estats cada cop que s'activa, independentment de la construcció mecànica. Per exemple, la tecla Bloq Majús en un ordinador fa que totes les lletres es generin en majúscules després de pressionar-la una vegada; en pressionar-lo novament es torna a les lletres minúscules.

## Interruptors de llum
Al cablejat d'edificis, els interruptors de llum s'instal·len en llocs convenients per controlar la il·luminació i, ocasionalment, altres circuits. Mitjançant l'ús d'interruptors de pols múltiples, el control de commutació multidireccional d'un llum es pot obtenir des de dos o més llocs, com els extrems d'un passadís o una escala. Un interruptor de llum sense fils permet el control remot dels llums per a més comoditat; algunes làmpades inclouen un interruptor tàctil que controla electrònicament el llum si es toca a qualsevol lloc. Als edificis públics s'utilitzen diversos tipus d'interruptors resistents al vandalisme per evitar l'ús no autoritzat.

## Interruptors lliscants
Els interruptors lliscants són interruptors mecànics que usen un control lliscant que es mou (llisca) des de la posició oberta (apagat) a la posició tancada (encesa).

## Interruptors electrònics

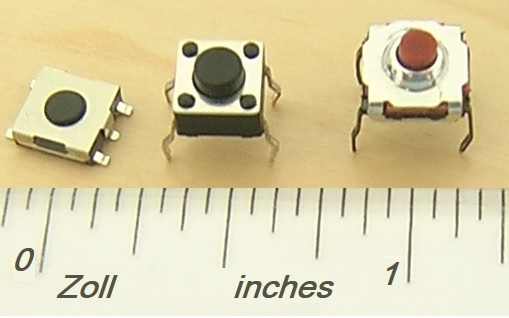
Tres interruptors de botó (interruptors tàctils). L'escala més gran a la imatge són les polzades.

Un relé és un interruptor accionat elèctricament. Molts relés usen un electroimant per operar mecànicament un mecanisme de commutació, però també s'usen altres principis operatius. Els relés d'estat sòlid controlen els circuits de potència sense parts mòbils, sinó que utilitzen un dispositiu semiconductor per realitzar la commutació, sovint un rectificador controlat per silici o TRIAC triac.
L'interruptor analògic utilitza dos transistors MOSFET en una disposició de porta de transmissió com un interruptor que funciona de manera molt similar a un relé, amb alguns avantatges i diverses limitacions en comparació amb un relé electromecànic.
El transistor(s) de potència en un regulador de voltatge de commutació, com una unitat de font d'alimentació, s'usa com un interruptor per permetre que l'energia flueixi i bloquegi el flux d'energia.
Molta gent fa servir metonímia per trucar a una varietat de dispositius "interruptors" que connecten o desconnecten conceptualment senyals i rutes de comunicació entre dispositius elèctrics, de forma anàloga a la manera com els interruptors mecànics connecten i desconnecten rutes perquè els electrons flueixin entre dos conductors. Els primers sistemes telefònics usaven un interruptor Strowger operat automàticament per connectar a les persones que trucaven per telèfon; les centrals telefòniques contenen un o més interruptors de barra transversal avui dia.
Des de l'adveniment de la lògica digital a la dècada de 1950, el terme "interruptor" s'ha estès a una varietat de dispositius actius digitals com transistors i portes lògiques la funció del qual és canviar el seu estat de sortida entre dos nivells lògics o connectar diferents línies de senyal, i fins i tot ordinadors, commutadors de xarxa, la funció de la qual és proporcionar connexions entre diferents ports en una xarxa informàtica. L'interruptor electrònic més utilitzat en els circuits digitals és el transistor d'efecte de camp semiconductor d'òxid de metall (MOSFET).
El terme «commutat» també s'aplica a les xarxes de telecomunicacions, i significa una xarxa que és commutada per circuits, que proporciona circuits dedicats per a la comunicació entre nodes finals, com la xarxa telefònica pública commutada. La característica comuna de tots aquests usos és que es refereixen a dispositius que controlen un estat binari: estan "encesos" o "apagats", tancat o obert, connectat o no connectat.